# Hachem Safieddine
Hachem Safieddine (arabe : هاشم صفي الدين), né le 3 mai 1964 à Deir Qanoun Al Naher (Gouvernorat du Liban-Sud) et mort le 3 octobre 2024 à Beyrouth, est un chef religieux chiite libanais et chef du Conseil exécutif du Hezbollah de 1998 à sa mort.                                               
Il était pressenti pour succéder à Hassan Nasrallah à la tête de l'organisation, après la mort de ce dernier dans des bombardements israéliens le 27 septembre 2024, jusqu'à ce qu'il soit lui-même tué par une frappe israélienne le 3 octobre suivant.

## Biographie

### Jeunesse et études
Hachem Safieddine est né en 1964 dans la municipalité de Deir Qanoun Al Naher au Sud-Liban, il vit avec ses frères et cousins dans une famille chiite respectée. Son frère Abdallah Safieddine est le représentant officiel du Hezbollah en Iran. Safieddine et sa famille se considèrent comme des descendants du prophète Mahomet.
Durant sa jeunesse, Safieddine étudie la théologie à Nadjaf en Irak et à Qom en Iran avec Hassan Nasrallah, son cousin, avant d'être rappelé au Liban en 1994,.

### Activités au sein du Hezbollah

#### Ascension et popularité
Hachem Safieddine devient le représentant du Hezbollah au Liban du Sud à partir de 1994. Il entre l'année suivante au conseil de la choura du parti et est nommé président du conseil exécutif en 1998.
Au sein du Hezbollah, Hachem Safieddine s'occupe de projets sociaux et humanitaires, mais aussi des nominations des cadres dans les différentes régions du Liban. Safieddine est déclaré « terroriste » par le gouvernement américain en 2017,. 
Contrairement à Hassan Nasrallah, apparu très rarement en public depuis la guerre israélo-libanaise de 2006, Hachem Safieddine représente le Hezbollah dans de nombreux événements politiques et religieux, notamment lors des funérailles de membres du parti tués par Israël.  Comme son cousin, il donne parfois à ses discours des allures de conversations, où il emploie aussi bien l’humour que les envolées lyriques, alternant de l’arabe littéraire au dialectal. Il est une figure particulièrement populaire auprès de la base sociale du Hezbollah.

#### Successeur présomptif d'Hassan Nasrallah
Parfois considéré comme le « numéro deux » du Hezbollah avant la mort d'Hassan Nasrallah le 27 septembre 2024, tué dans le bombardement israélien du quartier général du Hezbollah, Hachem Safieddine est perçu comme le successeur probable de son cousin à la tête de l'organisation chiite. Parmi les conditions à remplir pour prendre les rênes du mouvement, il faut être membre du Conseil de la Choura, la plus haute instance du parti, qui comprend sept personnes, et être une personnalité religieuse. Le Conseil de la Choura doit ensuite se réunir et procéder à un vote.

### Mort et funérailles
Dans la nuit du 3 au 4 octobre 2024, dans le contexte de la guerre contre le Hezbollah débutée en octobre 2023 et d'une intensification des bombardements, l'armée israélienne cible ce qu'elle décrit comme « une réunion de hauts dirigeants du Hezbollah, dont le successeur présumé de Hassan Nasrallah », Hachem Safieddine. Plusieurs médias rapportent que la frappe sur la banlieue sud de Beyrouth est « plus importante que celle qui a tué le chef du Hezbollah, Hassan Nasrallah ». Plusieurs bâtiments sont complètement détruits par les raids israéliens, selon la chaîne MTV. D'après les sources et médias israéliens, il a bien été tué lors de cette attaque ainsi que d'autres chefs nouvellement élus par le parti. Sa mort est confirmée par l'armée israélienne le 22 octobre suivant, puis par le Hezbollah le lendemain. Naïm Qassem est élu à la tête de l'organisation le 29 octobre suivant.
Les funérailles d'Hachem Safieddine et d'Hassan Nasrallah ont lieu le 23 février 2025 à la Cité sportive Camille-Chamoun, à Beyrouth, auxquelles assistent des centaines de milliers de partisans,,. Safieddine est inhumé le lendemain dans son village natal de Deir Kanoun el-Nahr, au sud du Liban.